# 科伦·莫洛迪
科伦·特罗菲莫维奇·莫洛迪（俄语：Ко́нон Трофи́мович Моло́дый，英语：Konon Trofimovich Molody，1922年1月17日—1970年9月9日），常用的化名是戈登·阿诺德·朗斯代尔（俄语：Гордон Арнольд Лонсдейл，英语：Gordon Arnold Lonsdale），著名苏联间谍，波特兰间谍网的经营者，他同时也以其花花公子的本性而闻名。

## 真正的朗斯代尔的情况
真正的戈登·阿诺德·朗斯代尔1924年8月27日出生于加拿大安大略省的Cobalt。他的父亲叫做埃曼努尔·杰克·朗斯代尔（Emmanuel Jack Lonsdale），他的母亲叫做奥尔加·伊琳娜·布欧萨（Olga Elina Bousa），是一个从芬兰移民到加拿大的人，1932年Olga Elina Bousa带着儿子戈登·阿诺德·朗斯代尔去了芬兰，他们的身份证件在苏联红军入侵芬兰时被苏联弄到，而他们则下落不明。在20世纪50年代，苏联情报机构将戈登·阿诺德·朗斯代尔的证件交给了科伦·特罗菲莫维奇·莫洛迪，让莫洛迪来冒充戈登·阿诺德·朗斯代尔。
但是，苏联情报机构疏忽了一点，真正的戈登·阿诺德·朗斯代尔是割了包皮的，而他的冒充者莫洛迪却没有，这使得英国反间谍机关能够确认在英国国内活动的那个朗斯代尔是一个冒牌货。

## 莫洛迪的早期生活
科伦·特罗菲莫维奇·莫洛迪1922年生于莫斯科，他是一个科学家的儿子，他的父亲当他是一个孩子时就去世了。根据科伦·特罗菲莫维奇·莫洛迪的儿子Trofim Molody写的关于他的书《Мертвый сезон. Конец легенды》介绍， ("The Dead Season. End of the Legend", 1998), 当1934年苏联内务人民委员部的首脑亨里希·格里戈里耶维奇·雅戈达帮助莫洛迪和他的母亲去美国加利福尼亚的姨妈家生活时，苏联情报机构已经注意到了他是一个可用之才（但是根据俄罗斯对外情报总局给他写的官方传记，他是在1932年离开苏联的）。
莫洛迪1938年返回了苏联， 在1940年10月，他被征召进苏联红军服役，并随后参加了第二次世界大战。
1946年，莫洛迪成了苏联对外贸易大学法律系的一名学生，在那里他学习了一定的汉语，在1951年他被吸收进了苏联对外情报机构进行训练。1953年，莫洛迪用戈登·阿诺德·朗斯代尔的证件去了加拿大。 随后他去了美国。在美国，他帮助有着“千面人”之称的鲁道夫·阿贝尔传递信息 。在美国，他还遇见了彼得·克罗格（真名为莫里斯·科恩）和海伦·克罗格（真名为洛娜·科恩）夫妇，他们是一对凭着共产主义信仰为苏联工作的美国人。
1954年，莫洛迪来到了伦敦，并在伦敦大学亚非学院读书。这时莫洛迪开始经商，他通过销售和租赁点唱机，泡沫胶、赌博机给酒吧、夜总会、咖啡厅来赚钱。通过商业上的往来，他经常去欧洲大陆，在那里，他可能招募了一些间谍，并建立起了死信箱。 
莫洛迪在苏联境内的亲戚和朋友被告知他去了中国。有一次科伦·特罗菲莫维奇·莫洛迪去布拉格还是华沙的时候遇见了他的妻子Galina。
在1959年莫洛迪开始从在英国多塞特郡波特兰海军基地工作，并从哈里·霍顿那里获得情报。他的间谍网成员还包括莫里斯·科恩和洛娜·科恩，当时莫里斯·科恩用的假名是彼得·克罗格而洛娜·科恩用的假名是海伦·克罗格。同时他也经营其他的间谍，包括Melita Norwood.

## 被捕以及被交换
1960年，美国中央情报局告诉英国军情五处：通过一个在波兰情报机构的间谍米哈爾·戈列涅夫斯基提供的信息，英国波特兰海军基地有一个为克格勃工作的的间谍。英国军情五处通过对波特兰海军基地的人员进行排查，发现哈里·霍顿具有嫌疑，通过对哈里·霍顿的监视，英国军情五处发现他去伦敦时总是与一个加拿大人接触。查询了该加拿大人的汽车牌照之后，英国军情五处得知该汽车的主人叫做戈登·阿诺德·朗斯代尔。这样，莫洛迪冒充的假朗斯代尔进入了英国军情五处的视野。
1961年1月7日，英国军情五处和警察部门采取联合行动，一举逮捕了假朗斯代尔（即莫洛迪）、哈里·霍顿、霍顿的情妇埃塞尔·伊丽莎白·吉等五人。被带到苏格兰场之后莫洛迪拒绝透露自己的任何信息，西方的情报机构通过调查，已得知此人是一个苏联人，并且曾在苏联红海军服过役，并且他不是那个真正的戈登·阿诺德·朗斯代尔，但是就是调查不到他的真实姓名。1961年，莫洛迪被判处25年监禁。
1964年4月22日， 英国政府用他和格雷维尔·韦恩交换，格雷维尔·韦恩因在苏联卷入潘可夫斯基案被苏联政府逮捕。两人是在德国格利尼克桥上交换的，该桥因在冷战期间经常交换间谍而出名。苏联政府随后告诉了英国政府这个假朗斯代尔的真名——科伦·特罗菲莫维奇·莫洛迪。

## 晚期生活
在1965年，也就是莫洛迪返回苏联一年后，一本以戈登·朗斯代尔的名义写的，叫做《间谍：戈登·朗斯代尔的回忆》的书在苏联出版，在该书中，莫洛迪声称自己的确是那个真的戈登·阿诺德·朗斯代尔，他在书中还声称彼得·克罗格（真名为莫里斯·科恩）和海伦·克罗格（真名为洛娜·科恩）是无辜的，事实上1969年苏联政府用其余人将莫里斯·科恩和洛娜·科恩交换回苏联时承认了他们是老牌间谍。
对莫洛迪来说，回到苏联之后的生活并不快乐，根据叛逃到苏联的英国间谍乔治·布莱克说法，莫洛迪对苏联贸易和工业的运转方式很不满。莫洛迪被苏联政府给了一个无足轻重的职位，并且经常饮酒为乐。
1970年10月一个星期六，他和妻子还有两个空军友人到梅迪镇附近去采蘑菇。当他喝下第二杯伏特加酒后，突然中风，失去了说话的能力。几天后他死于医院，年仅48岁。他的灵堂设在克格勃军官俱乐部里，克格勃主席尤里·安德罗波夫等高官亲自来吊唁。
他的坟墓位于莫斯科的顿斯科伊修道院，紧挨着另一名著名苏联特工，有着“千面人”之称的鲁道夫·阿贝尔。

## 注解
1. ↑  Soviet Spy Ring, by Arthur Tietjen, published by Pan Books, 1961
2. 1 2 3 4 5  Womack, Helen. . The Independent. 15 August 1998  [26 July 2010]. （原始内容存档于2020-11-11）.
3. 1 2  Молодый Конон Трофимович （页面存档备份，存于） Molody's biography on the SVR web site.
4. 1 2  Helen Womack. Playboy, Prisoner, Salesman, Spy. - The Moscow Times, 8 August 1998, p. 7.
5. ↑  Obituary, Charles Elwell （页面存档备份，存于）, The Telegraph, 23 January 2008
6. ↑  Кого и как обменивал Советский Союз // История вопроса （页面存档备份，存于） Kommersant, 8 July 2010.
7. ↑  От Абеля до Анны （页面存档备份，存于） Rossiyskaya Gazeta, 12 July 2010.